# 彭家桥街道
彭家桥街道，是中华人民共和国江西省南昌市东湖区下辖的一个乡镇级行政单位。

## 行政区划
彭家桥街道下辖以下地区：
文教路社区、北京西路社区、江西师大家委会、福州路北社区、光明社区、七里街社区、李家庄社区、新祺周社区、江中花园社区、文教路北社区、青山北路社区和建新社区。